# Singerina indica
Singerina indica är en svampart som beskrevs av Sathe & S.D. Deshp. 1981. Singerina indica ingår i släktet Singerina och familjen Agaricaceae.   Inga underarter finns listade i Catalogue of Life.